# ده سوخته (منج)
ده سوخته یک روستا در ایران است که در بخش منج شهرستان لردگان در استان چهارمحال و بختیاری واقع شده‌است. ده سوخته ۲۸۲ نفر جمعیت دارد.

## جمعیت
این روستا در دهستان منج قرار دارد و براساس سرشماری مرکز آمار ایران در سال ۱۳۸۵، جمعیت آن ۲۸۲ نفر (۵۶ خانوار) بوده‌است.